# La Fureur de voir
Pour plus de détails, voir Fiche technique et Distribution.
La Fureur de voir est un documentaire franco-suisse réalisé par Manuel von Stürler en 2017, tourné intégralement en camera subjective.

## Synopsis
Hanté par l’angoisse de devenir aveugle, Manuel von Stürler se lance à corps perdu dans une quête pour tenter de comprendre la maladie qui affecte dangereusement sa vision. Il transforme ainsi sa fureur de voir en voyage initiatique, nous raconte le statut du patient vis-à-vis du corps médical, et dévoile ses stratégies face à la vie quotidienne.
Qu’est-ce que voir ? En cherchant des réponses à cette question passionnante, le film ouvre à une compréhension nouvelle du handicap, considéré ici comme une richesse, comme une autre expérience du monde et du réel.

## Fiche technique
- Titre français : La Fureur de voir
- Titre anglais : Lust for Sight
- Réalisation : Manuel von Stürler
- Scénario : Manuel von Stürler et Claude Muret
- Production : Bande à part Films
- Coproduction : Les Films du Tambour de Soie
- Producteurs : Jean-Stéphane Bron, Alexandre Cornu
- Image : Claire Mathon
- Son : Marc von Stürler, Étienne Curchod
- Montage : Karine Sudan
- Musique originale : Arthur Besson
- Pays de production :  France,  Suisse
- Format : DCP 1.85 24 fps
- Genre : documentaire
- Durée : 85 minutes
- Date de sortie : 2017

## Distinctions
- Journées cinématographiques de Soleure 2018, nommé au prix du public.
- RISC Marseille 2017 meilleur long-métrage.
- Margaret Mead Film Festival, New York 2017.
- Locarno International Film Festival - Panorama Suisse 2017.
- Sydney Film Festival 2017.
- Festival Beldocs Belgrade 2017 - Compétition Internationale.
- Festival Visions du réel Nyon 2017 - Compétition Internationale.

## Réception critique
« Grâce aux témoignages de différentes experts, médecins et aveugles, le film nous donne les moyens de réfléchir à la question, tout en ouvrant les portes d’un monde fascinant et incroyablement mystérieux. » (Muriel Del Don)
« Le cinéaste façonne un langage cinématographique et un dispositif visuel immersif et prenant, pour s'adresser à chacun de nous. » (Émilie Bujès)